# Izabela Czartoryska

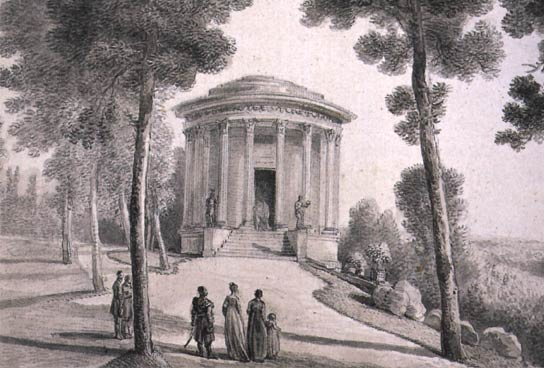
Gravura do século XIX do palácio de Puławy, onde a princesa tinha um pequeno museu privado

Izabela Dorota Czartoryska (nascida Fleming; Varsóvia, 31 de março de 1745 — Wysocko,17 de junho de 1835) foi uma szlachta, escritora e colecionadora de artes polonesa. Fundou o primeiro museu da Polônia, o Museu Czartoryski, em Cracóvia.

## Obras
- Myśli różne o sposobie zakładania ogrodów (1805)
- Pielgrzym w Dobromilu, czyli nauki wiejskie (ca. 1818)